# جوي دياز
جوي دياز (بالإنجليزية: Joey Diaz) مواليد 19 فبراير 1963 في هافانا، هو ممثل أمريكي.

## الأعمال
- مباراة الضغينة
- بروكلين ناين-ناين
- ويزردز أوف ويفرلي بليس
- فارس الظلام
- اسمي إيرل
- كيف قابلت أمكما
- أطول يارد
- الرجل العنكبوت 2
- القانون والنظام: الوحدة الخاصة للضحايا
- كولد كيس

## روابط خارجية
- جوي دياز على موقع IMDb (الإنجليزية)
- جوي دياز على موقع ميوزك برينز (الإنجليزية)
- جوي دياز على موقع ديسكوغز (الإنجليزية)
- جوي دياز على موقع قاعدة بيانات الفيلم (الإنجليزية)